# Basalys iphicla
Basalys iphicla is een vliesvleugelig insect uit de familie van de Diapriidae. De wetenschappelijke naam van de soort is voor het eerst geldig gepubliceerd in 1980 door Nixon.